# 芝浦工業大学付属第一高等学校
芝浦工業大学付属第一高等学校（しばうらこうぎょうだいがくふぞくだいいちこうとうがっこう）とは、かつて東京都港区芝浦3丁目にあった私立男子全日制高等学校。

## 概要および沿革
- 1930年(昭和5年) - 芝浦工業大学の前身である東京高等工学校の併設校、東京高等工学校附属普通部として設置。その後、東京高等工学校附属工科学校、芝浦高等工学校附属工科学校、芝浦工業学校、芝浦中学校、芝浦高等学校と校名変更される。
- 1954年(昭和29年) - 芝浦工業大学工業高等学校（工業科）となる。
- 1974年(昭和49年) - 4月、工業科の生徒募集を停止して普通科を設置。
- 1975年(昭和50年) - 校名を改め、普通科の高校、芝浦工業大学付属第一高等学校（付一高）が誕生。初代の校長は鴨井光夫芝浦工大教授。1年後の1976 年(昭和51年)4月には都立高校校長だった佐々木勘次郎が校長に就任。
- 1985年(昭和60年) - 3月に閉校。最後の校長を務めたのは 榊原秋策芝浦工大教授。付一高の卒業生は1,880 名を数える。

## 設置学科
- 普通科

## 所在地
- 東京都港区芝浦3丁目

## 校地の特徴
付一高の教室のすぐ隣が芝浦工業大学の教室や研究室といった校舎構造、グラウンドもない窮屈な生活空間、「朽ち果て行く博物館」と評されたこともある老朽化した建物の中で生徒たちは多感な高校生時代を過ごした。

## 教育の特徴
付一高ではユニークな授業が行われていた。「工学基礎（建築・機械・電気）」と「ロシア語（2年間必修）」である。前者は、実習や実験を中心にした体験学習を通して工学の基礎を修得させるもの。工業大学の付属高校として、現代的課題である「高大連携」の萌ほう芽がの取り組みをしたと言えなくもない。後者は、英語に次ぐ第二外国語としてロシア語を採択したもので、他校にほとんど例を見ない外国語教育が行われていた。

## 閉校への経緯（付一高の閉校、柏高校の新設）
1978年(昭和53年) 4月、付属高校総合計画本部が設置された。姉妹校の芝浦工大高校の池袋校地に対する国鉄（現在のJR）からの返還申し入れを受けて、その移転対策および大学の芝浦校舎の整備に関連する付一高の処遇とをどうするか、同本部は学校法人の抱える難問に立ち向かった。折しも、高校増設の必要から、千葉県が私立高校の誘致に積極的で、学校の建設に補助金を交付するという朗報が届き、付一高の移転の大きな手がかりになることが期待された。ただ、補助金交付の対象は千葉県内に新設する学校に限られていた。芝浦工大の理事会は、検討の結果、移転ではなく、「新しい高校教育の創造という観点からの新設」ということで決断し、高校の新設を決定した。
1979 年(昭和54年)  2月、千葉県知事から芝浦工業大学柏高等学校の設置計画の承認が下り、同年７月には開設準備事務所が設置された。付一高佐々木校長が所長に就任、ほかにも次長1名、所員7名、計8名が付一高の教諭と兼任した。翌1980 年(昭和55年) 、芝浦工大柏高校が開校し、初代校長には佐々木校長が就任した。初年度の専任教員14名のうち10名が元付一高教員であった。
上記の事から数年間は第一高校と柏高校は併設されたが、事実上は移転とみなすのが妥当かと思われる。